# Разгром Хубэй-Хэнань-Аньхойского советского района
Разгром Хубэй-Хэнань-Аньхойского советского района или Четвертая кампания по «окружению и подавлению» (кит. 鄂豫皖苏区第四次苏区反围剿) — военная операция гоминьдановской Национально-революционной армии с целью уничтожения коммунистического Хубэй-Хэнань-Аньхойского советского района, проводившаяся с августа по октябрь 1932 года во время Гражданской войны в Китае и закончившаяся его ликвидацией.
Хубэй-Хэнань-Аньхойский советский район, занимавший чрезвычайно важное стратегическое положение и находившийся недалеко от столицы гоминьдановского Китая Нанкина, вызывал у Чан Кайши беспокойство. В Нанкине считали, что нельзя сосредоточить все силы для наступления против Центрального советского района, «пока не ликвидированы советские районы и Красная армия в пойме реки Янцзы, где коммунистические войска угрожают промышленному центру Ухань и железной дороге Пекин — Ханькоу». Поэтому сразу же после провала очередной кампании по «окружению и подавлению» началась подготовка к четвертому наступлению на коммунистический район. Были сконцентрированы 7 пехотных дивизий, 4 бригады, 3 кавалерийские бригады и несколько охранных групп Национально-революционной армии общей численностью около 93 000 человек, а также 206 орудий и один бронепоезд.
В свою очередь, после того как во второй половине апреля 1932 года провалилась операция коммунистов в попытке объединить Хубэй-Хэнань-Аньхойский и Хунху советские районы, коммунистический руководитель и председатель военной комиссии района Чжан Готао стал настаивать на проведении частной операции по овладению Уханем. Вооруженные силы района (так называемая 4-я Красная армия) имели около 35 000 бойцов, а также 25 тысяч винтовок, 150 легких и 56 тяжелых пулеметов, 10 орудий, 120 бомбометов.
Сначала Чжан Готао приказал войскам атаковать участок железной дороги Пекин — Ханькоу, чтобы а затем угрожать Уханю, а затем передумал и приказал Красной армии идти на юг, чтобы захватить Мачэн и уже оттуда угрожать Уханю.
Основные силы 4-й Красной армии почти месяц дважды осаждали Мачен, что сильно измотало войска, в результате чего они не смогли оказать должного сопротивления наступлению гоминьдановских войск, которое началось 7 августа.
10 августа 2-я колонна НРА (2-я, 3-я и 80-я дивизии) двинулась из Сюаньхуадяня (Xuanhuadian), провинция Хубэй, в направлении на юг, к Хуанпи и Цилипину (Qiliping), а 6-я колонна (10-я и 83-я дивизии) — из Маодяня и Сядианя на восток, прямо на Хэкоу. 89-я дивизия вошла в район Хэкоу из Чансюаньлина (Changxuanling) и направилась прямо на Хуанъань.
Видя, что Хуанъань в опасности, Чжан Готао был вынужден принять решение о снятии осады Мачэна и приказал главным силам устремиться на запад, чтобы блокировать наступление противника.
11 августа главные силы 4-й Красной армии встретились с 6-й колонной (10-й и 83-й дивизиями) возле Фэншоу и Фэнсюй и после трёхдневных ожесточенных боёв остановили её. В это же время 2-я колонна (2-я, 3-я и 80-я дивизии) подошла к Цилипину, угрожая флангу войск коммунистов. Не приняв боя, штаб приказал блокировать 2-ю колонну восточнее Цилипина, на реки Даошуй. 15 августа основные силы коммунистов контратаковали и уничтожили большую часть 2-й дивизии, вынудив остальные две дивизии встать в оборону северо-западнее Цилипина. Несмотря на победы, Красная армия, хотя и уничтожила более 5 000 гоминьдановцев, но не смогла изменить всей боевой обстановки и сама понесла тяжелые потери.
17 августа 10-я и 83-я дивизии двинулись на север от Хуанъаня, пытаясь обойти коммунистическую армию с фланга. Уклоняясь от боя, основные силы 4-й Красной армии двинулись в район прохода Таншуган (ныне Tanshu Gangshuiku).
22 августа 2-я колонна (2-я, 3-я и 80-я дивизии) националистов, чтобы избежать горной местности в районе Таншугана, повернула и отступила в направлении Сюаньхуадяня. Чжан Готао принял эти перемещения и отходы гоминьдановской армии за её разгром и приказал основным силам 4-й армии идти на север для борьбы с выдвигающейся 1-й колонной. Как только Красная армия вышла к северу от Синьцзи (ныне южная часть уезда Синьсянь), четыре дивизии 2-й гоминьдановской колонны выдвинулись с запада, от Сюаньхуадяня.
1 сентября главные силы 4-й армии блокировали рубеж в районе Хувань, севернее Синьцзи, и в течение 5 дней вели ожесточенные бои с противником, уничтожив более 2000 гоминьдановцев. За этот период (6 сентября) 1-я и 6-я колонны Национально-революционной армии подошли к ведущим бои коммунистическим войскам соответственно с севера и юга, образовав со 2-й колонной трехстороннее окружение.
Красная армия не приняла сражения и двинулась на запад провинции Аньхой в район Цзиньцзячжая. Гоминьдановская армия преследовала её 2-й и 6-й колоннами и атаковала отдельно 1-й колонной и колоннами так называемой Правой армии. Синьцзи, Шанчэн, Цзиньцзячжай, Душань, Мабу, Луотянь и Иншань были последовательно заняты националистами.
Красная армия металась по сужающейся территории, пытаясь найти место для прорыва. В конце сентября главные силы коммунистов вначале ушли на юг, в направлении Иншаня, а затем двинулись на запад, на Хуанъань и Мачэн.
8 октября основные силы коммунистической армии вышли в район Хэкоу западнее города Хуанъань, где столкнулись с 1-й и 88-й дивизиями гоминьдановской армии и вступили в бой. На следующий день (9-го) с востока, юга и севера подошли 2-я и 3-я колонны НРА, которые окружили район Хуанъаня с трех сторон.
10 октября Чжан Готао, осознавший сложность положения, провел экстренное совещание командиров в Хуанчайфане, к северу от Хэкоу. Было решено, оставив две дивизии и отдельные полки для продолжения борьбы в советском районе, основной группе войск прорываться в западном направлении.
12 октября остатки четырех дивизий 4-й Красной армии (20 000 человек) пересекли Пинханьскую железную дорогу между станцией Гуаншуй и Вэйцзядянь и начали движение на запад. С 19 по 22 октября в арьергардных боях с преследующими гоминьдановцами в районах Синьцзи и Цзаояна они понесли большие потери, но сумели прорваться на северо-запад.